# Analisi armonica
L'analisi armonica è la branca dell'analisi matematica che studia la rappresentazione delle funzioni o dei segnali come sovrapposizione di onde o fondamentali. Tali onde fondamentali sono chiamate "armoniche", da cui il nome "analisi armonica". Essa dunque indaga e generalizza la nozione di serie di Fourier e trasformata di Fourier. Nei precedenti due secoli è diventato un tema molto vasto con applicazioni in diverse aree come elaborazione numerica dei segnali, meccanica quantistica, armonia musicale e neuroscienze.
La classica trasformata di Fourier su {\displaystyle \mathbb {R} ^{n}} è ancora oggetto di ricerca, in particolare la trasformazione di Fourier di oggetti più generali come le distribuzioni temperate. Ad esempio, se si impongono alcuni requisiti a una distribuzione {\displaystyle f}, si può cercare di tradurre questi requisiti in termini della trasformata di Fourier di {\displaystyle f}. Il teorema di Paley-Wiener è un esempio di questo. Il teorema di Paley-Wiener implica immediatamente che se {\displaystyle f} è una distribuzione non nulla di supporto compatto (questa definizione include le funzioni di supporto compatto), allora la sua trasformata di Fourier non ha mai supporto compatto. Questa è una forma molto elementare di principio di indeterminazione nell'ambito dell'analisi armonica.
Le serie di Fourier possono essere agevolmente studiate nel contesto degli spazi di Hilbert, che offre un collegamento fra analisi armonica e analisi funzionale.

## Analisi armonica astratta
Una delle branche più moderne dell'analisi armonica, avente le sue radici nella metà del XX secolo, è l'analisi matematica sui gruppi topologici. La motivazione centrale è il fatto che le varie trasformate di Fourier possono essere generalizzate a una trasformata di funzioni definite su gruppi localmente compatti.
La teoria per i gruppi abeliani localmente compatti è detta dualità di Pontryagin.
L'analisi armonica studia le proprietà di questa dualità e della trasformata di Fourier; e i tentativi di estendere queste caratteristiche in ambiti differenti, ad esempio al caso dei gruppi di Lie non abeliani.
Nel caso di generici gruppi non abeliani localmente compatti l'analisi armonica è strettamente legata alla teoria delle rappresentazioni dei gruppi unitari. Nel caso dei gruppi compatti, il teorema di Peter-Weyl spiega come si possano ottenere armoniche scegliendo una rappresentazione irriducibile fra diverse classi di rappresentazioni. Questa scelta di armoniche gode di alcune delle utili proprietà della trasformata di Fourier classica, come trasformare le convoluzioni in prodotti puntuali, oppure mostrare una certa comprensione della struttura di gruppo sottostante.
Se il gruppo non è né abeliano né compatto, non è nota nessuna teoria soddisfacente. Per "soddisfacente" si intende almeno l'equivalente del teorema di Plancherel. Comunque sono stati analizzati molti casi particolari, ad esempio SLn. In questo caso, si ha che le rappresentazioni in infinite dimensioni giocano un ruolo cruciale.

## Altre branche
- Lo studio degli autovalori e degli autovettori del laplaciano su domini, varietà e (in misura minore) grafi è considerato ancora una branca dell'analisi armonica.
- L'analisi armonica sugli spazi euclidei si occupa delle proprietà della trasformata di Fourier su {\displaystyle \mathbb {R} ^{n}} che non hanno analoghi nei gruppi generici. Ad esempio, il fatto che la trasformata di Fourier è invariante per rotazioni. La decomposizione della trasformata nelle sue componenti radiali e sferiche porta a oggetti come le funzioni di Bessel e le armoniche sferiche.
- Nel caso di domini a tubo si occupa di generalizzare le proprietà degli spazi di Hardy a dimensioni superiori.